# HD 104067 b
HD 104067 b (també coneguda com a HIP 58451 b) és un planeta extrasolar que gira al voltant de la nana taronja HD 104067, situada a aproximadament 68 anys llum en la constel·lació del Corb. Aquest planeta té com a mínim una sisena part de la massa de Júpiter i triga una setena part d'un d'any en orbitar l'estella, que es troba a 0,26 ua. Tanmateix i a diferència de la majoria de la resta, la seva excentricitat no és coneguda. Tampoc ho és la seva inclinació. Aquest planeta va ser descobert per HARPS el 19 d'octubre del 2009, juntament amb altres 29 planetes. També és el primer planeta a ser descobert en aquesta constel·lació.